# Chef d'état-major de la Marine (France)
Le Chef d'État-major de la Marine (CEMM) est un Officier général français. Il est un conseiller du Chef d'État-major des Armées pour la Marine nationale. Il est aussi responsable devant le ministre des Armées de la préparation de la Marine nationale en vue de sa mise en œuvre. Depuis le 1er septembre 2023, le poste de Chef d'État-major de la Marine est occupé par l'amiral Nicolas Vaujour.

## Principales attributions
Le Chef d'État-major de la Marine est le premier représentant de la Marine nationale. Il conseille et assiste le Chef d'État-major des Armées (CEMA). Il lui apporte l'expertise propre de la Marine nationale. En outre :
- il entretient des relations bilatérales avec les Marines étrangères ;

- il participe aux instances inter administrations dans le domaine d'action relevant de l'État en mer ;

- il dispose d'une autorité (hiérarchique) sur différentes instances, comme :

1. L’État-major de la Marine (EMM) ;
2. La Direction du personnel militaire de la Marine nationale (DPMM) ;
3. Les différents commandements, directions et services qui compose la Marine nationale.

- Le Chef d'État-major de la Marine assure la préparation des Forces de la Marine nationale, à ce titre, il est :

1. Responsable de l'instruction ;
2. Responsable de l'entraînement ;
3. Responsable du maintien en condition opérationnelle des Forces maritimes ;
4. Responsable de la rédaction des concepts et des doctrines d'emploi des Forces maritimes.

- Le Chef d'État-major de la Marine rend des comptes au Chef d'État-major des Armées  de :

1. La disponibilité des moyens ;
2. L'état de préparation opérationnelle des Forces maritimes.

- Dans le domaine capacitaire, le Chef d'État-major de la Marine élabore :

1. Les besoins militaires de la Marine nationale ;
2. Les besoins en matière de soutien et d’infrastructure - à ce titre, il : 
  1. Est responsable de l’évaluation opérationnelle des nouveaux équipements ;
  2. Prononce leur mise en service opérationnel et le retrait de service en fin de vie.

- Dans le domaine des ressources humaines, le Chef d'État-major de la Marine :

1. exprime les besoins en emploi, en effectifs et en compétences du personnel civil relevant de son autorité ;
2. prend part à la mise en œuvre de la politique ministérielle concernant le personnel civil et participe aux instances de dialogue social ;
3. est responsable pour le personnel militaire de la Marine nationale du recrutement, de la formation initiale et continue, de la discipline, du moral et de la condition du personnel, des parcours professionnels et de carrière, de la gestion des effectifs, des emplois et des compétences.

Il possède des attributions en matière de maîtrise des risques et en matière de sécurité nucléaire.

## Autorité et commandement
L'autorité du chef d'état-major de la Marine s'exerce sur plusieurs organismes :
- L'état-major de la Marine qui assure, sous la direction du major général de la Marine (MGM) et à travers ses sept bureaux — performance et synthèse, soutiens et finances, plans et programmes, opérations aéronavales, relations internationales, affaires nucléaires et maîtrise des risques, ressources humaines — la direction générale des entités suivantes[1] :
  - La direction du personnel militaire de la Marine (DPMM), dirigée par un vice-amiral d'escadre « DPMM » ;
  - Les grands commandements de forces :
    - Le vice-amiral d'escadre « ALFAN », commandant la force d'action navale (FAN) ;
    - Le vice-amiral d'escadre « ALFOST », commandant la force sous-marine
    - Le contre-amiral « ALAVIA », commandant l'aéronautique navale (AVIA) ;
    - Le contre-amiral « ALFUSCO », commandant la force des fusiliers marins et commandos (FORFUSCO) ;

  - Les commandants de zones maritimes :
    - Le vice-amiral d'escadre, préfet maritime de la Méditerranée ;
    - Le vice-amiral d'escadre, préfet maritime de l'Atlantique ;
    - Le vice-amiral d'escadre, préfet maritime de la Manche et de la mer du Nord ;
    - Le contre-amiral « ALPACI », commandant la flotte du Pacifique et les forces armées en Polynésie française ;
    - Le contre-amiral « ALINDIEN », commandant la zone maritime de l'océan Indien (ZMOI) et les forces maritimes de l'océan Indien ;
    - Le contre-amiral « COMSUP FAA », commandant les Forces armées aux Antilles.
- Les services et directions suivants :
  - L'Inspection de la Marine nationale (à ne pas confondre avec l'Inspection générale des armées, qui relève du ministre des Armées) ;
  - Le délégué au rayonnement de la Marine ;
  - La Commission permanente des programmes et des essais des bâtiments de la flotte ;
  - Le Centre d'études stratégiques de la marine ;
  - Le Service d'informations et de relations publiques des armées pour la Marine (SIRPA Marine) ;
  - Le Service logistique de la Marine ;
  - Le Conseil permanent de la sécurité nautique de la marine ;
  - Le Conseil permanent de la sécurité aérienne de la marine ;
  - Le secrétariat permanent du Conseil de la fonction militaire de la Marine ;
  - L'inspecteur du service de santé pour la Marine ;

Il préside le conseil d'administration du Service hydrographique et océanographique de la Marine (SHOM) et  exerce, au nom du ministre des Armées, la tutelle de l'École navale.

## Historique de la fonction
Avant la Première Guerre mondiale, le chef d'état-major de la Marine est avant tout le chef du cabinet militaire du ministre de la Marine, et ce mode de fonctionnement est à l'origine de l'appellation utilisée ; le militaire qui a autorité effective sur la Marine est alors l'amiral commandant l'armée navale, parfois désigné officieusement comme « amiralissime », en référence au titre de « généralissime » usité à l'époque dans l'Armée de terre.
La Première Guerre mondiale remet tout cela en cause, car un immense travail de réorganisation doit être effectué « rue Royale » pour conduire une guerre maritime industrielle de longue durée et être en mesure d’affronter les nouvelles menaces constituées par les sous-marins allemands et les mines sous-marines : on crée même alors une sorte « d'état-major bis » appelé « direction générale de la guerre sous-marine » — la DGGSM —, aux domaines d'action parfois redondants ; cette redondance constatée conduit logiquement à la dissolution de la DGGSM à la fin de la guerre et à l'attribution de ses nombreuses prérogatives aux bureaux de l'état-major général de la Marine.
Pour disposer d’un système permettant une transition souple entre le temps de paix — période de préparation — et le temps de guerre — période d’action —, le vice-amiral chef d'état-major général de la Marine devient, dans les années 1920, le commandant désigné des forces maritimes françaises en cas de guerre, et le travail d'état-major revient dans de telles circonstances au major général de la Marine, son premier adjoint en temps de paix.
Du 26 août 1939 au 6 juin 1943, l'organisation de la Marine n'a plus comporté d'état-major général, mais un "état-major des forces maritimes françaises" en lieu et place qui en faisait office pour le temps de guerre. L'amiral Darlan est ainsi devenu commandant en chef des forces maritimes françaises avant d'être appelé à d'autres fonctions en février 1941 dans la France de Vichy. 
Après la Seconde Guerre mondiale, la disparition progressive du portefeuille de ministre de la Marine amène à confier une partie des prérogatives du ministre au chef d’état-major de la Marine, prérogatives qui sont cependant peu à peu reprises au niveau « interarmées » par l'État-Major des armées et son chef : le chef d'État-Major des armées (CEMA). Le CEMM perd ainsi au profit du CEMA ses responsabilités de direction des opérations maritimes en 1971.
Dans les années 2000, c'est à nouveau une large part des prérogatives organiques — préparation des forces — qui est transférée au CEMA, mais le CEMM reste son principal conseiller quant à la préparation et à l'emploi de la Marine.
L'amiral Bernard Louzeau décide à la fin des années 1980 de remplacer l'emblème de la Marine « une ancre d'or entrelacée d'un câble » par un logo représentant «  une étrave de navire blanche avec deux vagues bleu et rouge ». L'amiral Pierre-François Forissier décide quant à lui de doter la Marine d'un hymne dont les paroles sont écrites en 2011 par le lieutenant de vaisseau Christian Beauval et la musique par le chef de musique des armées Didier Descamps, chef de la Musique des équipages de la flotte de Brest,,.

## Liste des chefs d'état-major de la Marine

### IIIeRépublique: chefs d'état-major général de la Marine (CEMGM)
| Portrait | Grade au moment de la prise de fonction | Chef d'état-major             | Date de prise de poste et décret de nomination | Date de prise de poste et décret de nomination | Durée            |
| -------- | --------------------------------------- | ----------------------------- | ---------------------------------------------- | ---------------------------------------------- | ---------------- |
|          | Contre-amiral                           | Jules Krantz                  | 9 mars 1871                                    | [ 5 ]                                          | 2 ans, 87 jours  |
|          | Contre-amiral                           | Victor Duperré                | 4 juin 1873                                    | [ 6 ]                                          | 1 an, 119 jours  |
|          | Contre-amiral                           | Henri Garnault                | 1er octobre 1874                               | [ 7 ]                                          | 1 an, 163 jours  |
|          | Contre-amiral                           | Albert Roussin                | 12 mars 1876                                   | [ 8 ]                                          | 1 an, 203 jours  |
|          | Contre-amiral                           | Abel Bergasse Dupetit-Thouars | 1er octobre 1877                               | [ 9 ]                                          | 1 an, 134 jours  |
|          | Contre-amiral                           | Eugène Sellier                | 12 février 1879                                | [ 10 ]                                         | 1 an, 172 jours  |
|          | Contre-amiral                           | Alexandre Peyron              | 2 août 1880                                    | [ 11 ]                                         | 1 an, 107 jours  |
|          | Capitaine de vaisseau                   | Gustave Besnard               | 17 novembre 1881                               | [ 12 ]                                         | 76 jours         |
|          | Vice-amiral                             | Alexandre Peyron              | 1er février 1882                               | [ 13 ]                                         | 1 an, 27 jours   |
|          | Contre-amiral                           | Sébastien Lespès              | 28 février 1883                                | [ 14 ]                                         | 2 ans, 136 jours |
|          | Contre-amiral                           | Charles de la Jaille          | 14 juillet 1885                                | [ 15 ]                                         | 180 jours        |
|          | Contre-amiral                           | Louis-Henri Brown de Colstoun | 10 janvier 1886                                | [ 16 ]                                         | 1 an, 81 jours   |
|          | Capitaine de vaisseau                   | Alfred Gervais                | 1er avril 1887                                 | [ 17 ]                                         | 62 jours         |
|          | Contre-amiral                           | Louis Victor Alquier          | 2 juin 1887                                    | [ 18 ]                                         | 197 jours        |
|          | Contre-amiral                           | Alfred Le Timbre              | 16 décembre 1887                               | [ 19 ]                                         | 1 an, 332 jours  |
|          | Vice-amiral                             | Louis Vignes                  | 13 novembre 1889                               | [ 20 ]                                         | 2 ans, 90 jours  |
|          | Vice-amiral                             | Alfred Gervais                | 11 février 1892                                | [ 21 ]                                         | 2 ans, 223 jours |
|          | Vice-amiral                             | Edgar Humann                  | 22 septembre 1894                              | [ 22 ]                                         | 1 an, 48 jours   |
|          | Contre-amiral                           | Charles Chauvin               | 8 novembre 1895                                | [ 23 ]                                         | 221 jours        |
|          | Vice-amiral                             | Jean de Lamornaix             | 16 juin 1896                                   | [ 24 ]                                         | 2 ans, 22 jours  |
|          | Vice-amiral                             | Jules de Cuverville           | 8 juillet 1898                                 | [ 25 ]                                         | 1 an             |
|          | Contre-amiral                           | Léonce Caillard               | 8 juillet 1899                                 | [ 26 ]                                         | 297 jours        |
|          | Vice-amiral                             | Amédée Bienaimé               | 1er mai 1900                                   | [ 27 ]                                         | 1 an, 276 jours  |
|          | Contre-amiral                           | Ernest Marquer                | 1er février 1902                               | [ 28 ]                                         | 2 ans, 17 jours  |
|          | Contre-amiral                           | Paul Campion                  | 18 février 1904                                | [ 29 ]                                         | 346 jours        |
|          | Vice-amiral                             | Charles Touchard              | 29 janvier 1905                                | [ 30 ]                                         | 276 jours        |
|          | Vice-amiral                             | Charles Aubert                | 1er novembre 1905                              | [ 31 ]                                         | 3 ans, 295 jours |
|          | Vice-amiral                             | Laurent Marin-Darbel          | 23 août 1909                                   | [ 32 ]                                         | 1 an, 176 jours  |
|          | Vice-amiral                             | Paul Auvert                   | 15 février 1911                                | [ 33 ]                                         | 351 jours        |
|          | Vice-amiral                             | Charles Aubert                | 1er février 1912                               | [ 34 ]                                         | 358 jours        |
|          | Vice-amiral                             | Pierre Le Bris                | 24 janvier 1913                                | [ 35 ]                                         | 1 an, 122 jours  |
|          | Vice-amiral                             | Louis-Joseph Pivet            | 26 mai 1914                                    | [ 36 ]                                         | 193 jours        |
|          | Vice-amiral                             | Charles Aubert                | 5 décembre 1914                                | [ 37 ]                                         | 184 jours        |
|          | Vice-amiral                             | Eugène de Jonquières          | 9 juin 1915                                    | [ 38 ]                                         | 275 jours        |
|          | Vice-amiral                             | Ferdinand-Jean-Jacques de Bon | 10 mars 1916                                   | [ 39 ]                                         | 3 ans, 37 jours  |
|          | Vice-amiral                             | Pierre Alexis Ronarc'h        | 16 avril 1919                                  | [ 40 ]                                         | 294 jours        |
|          | Vice-amiral                             | Henri Salaün                  | 4 février 1920                                 | [ 41 ]                                         | 357 jours        |
|          | Vice-amiral                             | Maurice Grasset               | 26 janvier 1921                                | [ 42 ]                                         | 3 ans, 179 jours |
|          | Vice-amiral                             | Henri Salaün                  | 23 juillet 1924                                | [ 43 ]                                         | 3 ans, 172 jours |
|          | Vice-amiral                             | Louis-Hippolyte Violette      | 11 janvier 1928                                | [ 44 ]                                         | 3 ans, 37 jours  |
|          | Vice-amiral                             | Georges Durand-Viel           | 17 février 1931                                | [ 45 ]                                         | 5 ans, 318 jours |
|          | Vice-amiral                             | François Darlan               | 31 décembre 1936                               | [ 46 ]                                         | 2 ans, 176 jours |

### État français: chef d'état-major des Forces maritimes françaises (CEMFMF)
| Portrait | Grade au moment de la prise de fonction | Chef d'état-major | Date de prise de poste et décret de nomination | Date de prise de poste et décret de nomination | Durée           |
| -------- | --------------------------------------- | ----------------- | ---------------------------------------------- | ---------------------------------------------- | --------------- |
|          | Amiral de la flotte                     | François Darlan   | 25 juin 1939                                   | [ 47 ]                                         | 2 ans, 69 jours |
|          | Contre-amiral                           | Gabriel Auphan    | 2 septembre 1941                               | [ 48 ]                                         | 1 an, 77 jours  |
|          | Vice-amiral d'escadre                   | Maurice Le Luc    | 21 novembre 1942                               | [ 49 ]                                         | 131 jours       |

### France libre: commandant des Forces navales françaises libres
| Portrait | Grade au moment de la prise de fonction | Commandant         | Date de prise de poste et décret de nomination | Date de prise de poste et décret de nomination | Durée           |
| -------- | --------------------------------------- | ------------------ | ---------------------------------------------- | ---------------------------------------------- | --------------- |
|          | Vice-amiral                             | Émile Muselier     | 1er juillet 1940                               | [ 50 ]                                         | 1 an, 246 jours |
|          | Contre-amiral                           | Philippe Auboyneau | Avril 1942                                     | [ 51 ]                                         | -               |

### Gouvernement provisoire de la République etIVeRépublique
| Portrait | Grade au moment de la prise de fonction | Chef d'état-major     | Date de prise de poste et décret de nomination | Date de prise de poste et décret de nomination | Durée            |
| -------- | --------------------------------------- | --------------------- | ---------------------------------------------- | ---------------------------------------------- | ---------------- |
|          | Vice-amiral d'escadre                   | André Lemonnier       | 7 août 1943                                    | [ 52 ]                                         | 6 ans, 294 jours |
|          | Vice-amiral                             | Robert Battet         | 28 mai 1950                                    | [ 53 ]                                         | 47 jours         |
|          | Vice-amiral d'escadre                   | Roger-Gabriel Lambert | 18 août 1950                                   |                                                | 1 an, 69 jours   |
|          | Vice-amiral                             | Henri Nomy            | 26 octobre 1951                                |                                                | 8 ans, 249 jours |

### VeRépublique: chef d'état-major de la Marine
| Portrait | Grade au moment de la prise de fonction | Chef d'état-major         | Date de prise de poste et décret de nomination | Date de prise de poste et décret de nomination | Durée            |
| -------- | --------------------------------------- | ------------------------- | ---------------------------------------------- | ---------------------------------------------- | ---------------- |
|          | Amiral                                  | Georges Cabanier          | 1er juillet 1960                               |                                                | 7 ans, 184 jours |
|          | Amiral                                  | André Patou               | 1er janvier 1968                               |                                                | 2 ans, 120 jours |
|          | Amiral                                  | André Storelli            | 1er mai 1970                                   |                                                | 1 an, 276 jours  |
|          | Amiral                                  | Marc de Joybert           | 1er février 1972                               |                                                | 2 ans, 163 jours |
|          | Amiral                                  | Albert Joire-Noulens      | 14 juillet 1974                                | [ 54 ]                                         | 2 ans, 18 jours  |
|          | Amiral                                  | Jean-René Lannuzel        | 1er août 1976                                  | [ 55 ]                                         | 6 ans            |
|          | Amiral                                  | Yves Leenhardt            | 1er août 1982                                  | [ 56 ]                                         | 4 ans, 182 jours |
|          | Amiral                                  | Bernard Louzeau           | 30 janvier 1987                                | [ 57 ]                                         | 3 ans, 294 jours |
|          | Amiral                                  | Alain Coatanéa (d)        | 20 novembre 1990                               | [ 58 ]                                         | 3 ans, 223 jours |
|          | Amiral                                  | Jean-Charles Lefebvre     | 1er juillet 1994                               | [ 59 ]                                         | 4 ans, 305 jours |
|          | Amiral                                  | Jean-Luc Delaunay         | 2 mai 1999                                     | [ 60 ]                                         | 2 ans, 60 jours  |
|          | Amiral                                  | Jean-Louis Battet         | 1er juillet 2001                               | [ 61 ]                                         | 3 ans, 349 jours |
|          | Amiral                                  | Alain Oudot de Dainville  | 15 juin 2005                                   | [ 62 ]                                         | 2 ans, 234 jours |
|          | Amiral                                  | Pierre-François Forissier | 4 février 2008                                 | [ 63 ]                                         | 3 ans, 220 jours |
|          | Amiral                                  | Bernard Rogel             | 12 septembre 2011                              | [ 64 ]                                         | 4 ans, 305 jours |
|          | Amiral                                  | Christophe Prazuck        | 13 juillet 2016                                | [ 65 ]                                         | 4 ans, 49 jours  |
|          | Amiral                                  | Pierre Vandier            | 1er septembre 2020                             | [ 66 ]                                         | 2 ans, 364 jours |
|          | Amiral                                  | Nicolas Vaujour           | 1er septembre 2023                             | [ 67 ]                                         | 1 an, 351 jours  |